# Szabó István (építész)
Szabó István (Budapest, 1914. június 20. – Budapest, 1988. október 13.) Ybl-díjas magyar építész, belsőépítész, bútortervező, képzőművész. A 20. századi magyar szakrális építészet kiemelkedő alakja.

## Életpályája

### Fiatalkora, a háború előtti évek
Édesapja, Szabó István, asztalossegéd, később műbútorasztalos. Gyermekkorában a fiatal István a városligeti Regnum Marianum templom cserkészcsapatának tagja, emellett kisebb munkákkal egészítette ki a család jövedelmét, számos szakmába nyerve betekintést. Felsőfokú tanulmányait saját finanszírozásában, 1929-ben kezdte meg az Iparművészeti Főiskola Belsőépítészeti Szakosztályán, ahol 1935-ben, 21 évesen szerzett diplomát. Tanára volt többek közt Györgyi Dénes, Szablya-Frischauf Ferenc és Kaesz Gyula is.
1936-ban Szabó saját irodát nyitott, amelyet egészen 1948-ig működtetett. Ebben elsősorban kiállítások és vásárpavilonok belsőépítészetével, építészeti kialakításával foglalkozott, elsősorban a Budapesti Nemzetközi Vásár területén. 1940-ben kiváltotta iparengedélyét, és kivitelezőként is működni kezdett. Ebben az évben a Pestvidéki Törvényszék állandó hites szakértőjének nevezték ki; e minőségében 1949. április elsejéig dolgozott.
1942-ben feleségül vette Lászlódi Ilona zongoraművészt. Gyermekeik István Tamás és Orsolya. A Szabó-házaspár élénk kapcsolatot ápolt a főváros művészeti köreivel, barátaik között lehet említeni Kovács Margit, Hincz Gyula, Kass János, Kerényi Jenő, Somogyi József, Mattioni Eszter, Kisfaludi Strobl Zsigmond nevét. Kovács Margittal Szabó a torinói világkiállítás alkalmával dolgozott együtt; Mattioni és Kisfaludi Strobl számára kiállítást tervezett. Kerényi Jenőnek mind saját otthonát, mind halála után síremlékét ő tervezte.

### A negyvenes évek vége és a szocialista realizmus

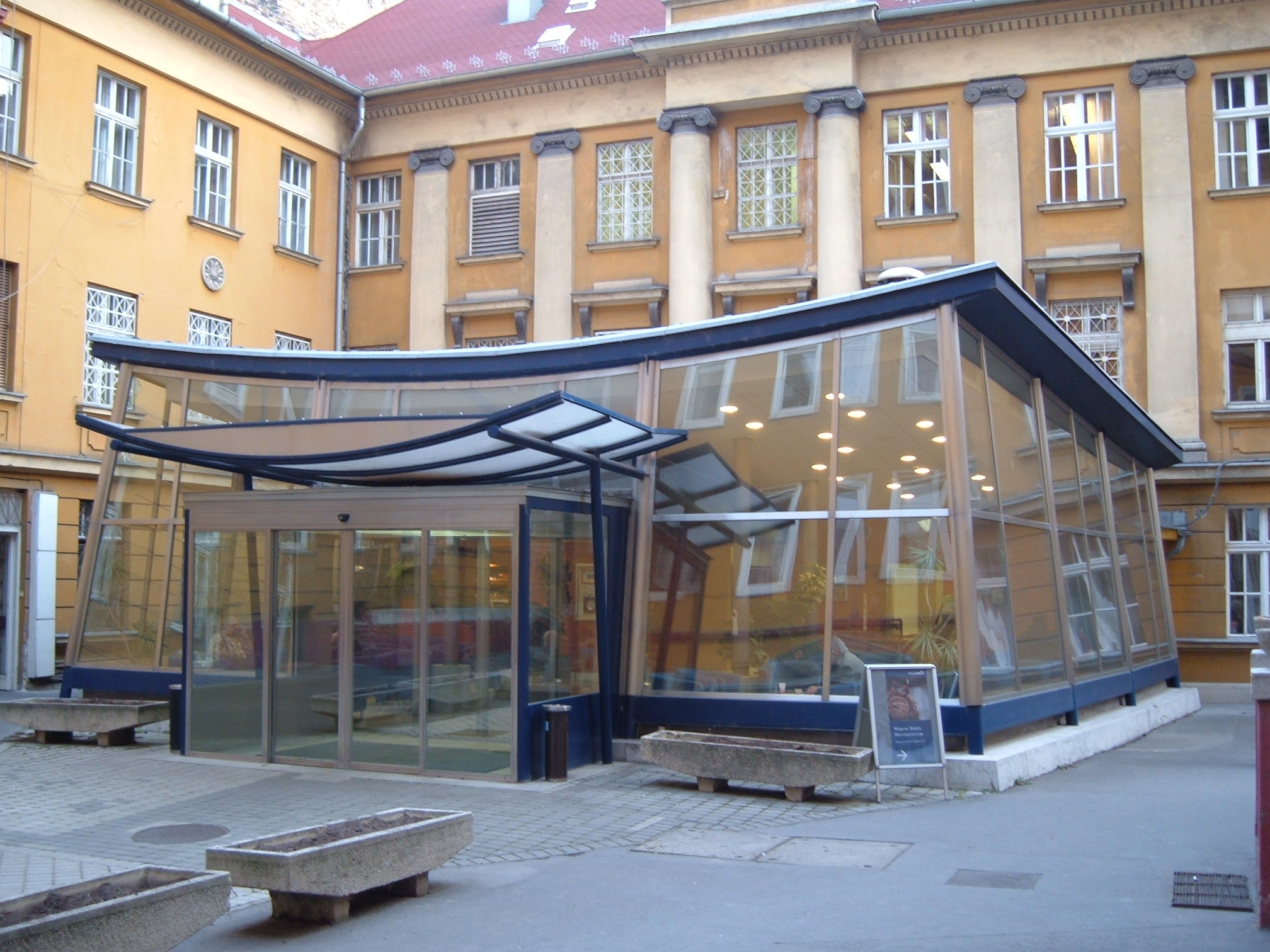
Az 1949-ben elkészült Pagoda a Magyar Rádió udvarán

A II. világháború után Szabó a Corvin Áruház helyreállítását irányította, majd irodájának államosítását követően 1949. április elsejével belépett az Állami Mélyépítéstudományi Intézetbe (ÁMTI), ahonnan hamarosan a Közlekedési Épületeket Tervező Irodába (Középterv), majd a Mélyépítési Tervező Vállalathoz (Mélyépterv) került. 1949-1952 között a Műegyetem részeként működő Szaktanárképző Intézet oktatója. 1950-ben a Magasépítési Tudományos Egyesület tagja lett, 1953-ban beválasztották a Felsőoktatási Csúcsbizottságba. 1951-ben egyike a Magyar Építőművészek Szövetségét (MÉSZ) újjáalapító 218 építésznek.
Első állandó épülete az 1940-es évek végén készül el; a Magyar Rádió Pagodája, a II. világháború utáni rövid modernista korszak egyik fontos alkotása később közismertté válik az intézmény életében betöltött központi szerepének köszönhetően.
1951-től a Földalatti Vasúttervező Vállalat munkatársa, a Déli pályaudvar és a Deák Ferenc téri állomás tervein dolgozott. 1953-ban három hónapos moszkvai és leningrádi kiküldetésre is utazott, valamint Kiváló Dolgozó díjat és a Földalatti Vasút érdemrend legmagasabb fokozatát kapta.
1954-től az Ipari Épülettervező Vállalat (Iparterv) osztályvezetője lett. Belép a Munkástanácsba. 1958-tól a MÉSZ Kiállítási Bizottságának elnöke; később a Díjmegállapító Bizottság tagja 1962-ig, majd a Vállalati Csoport elnöke.

### Modern munkák

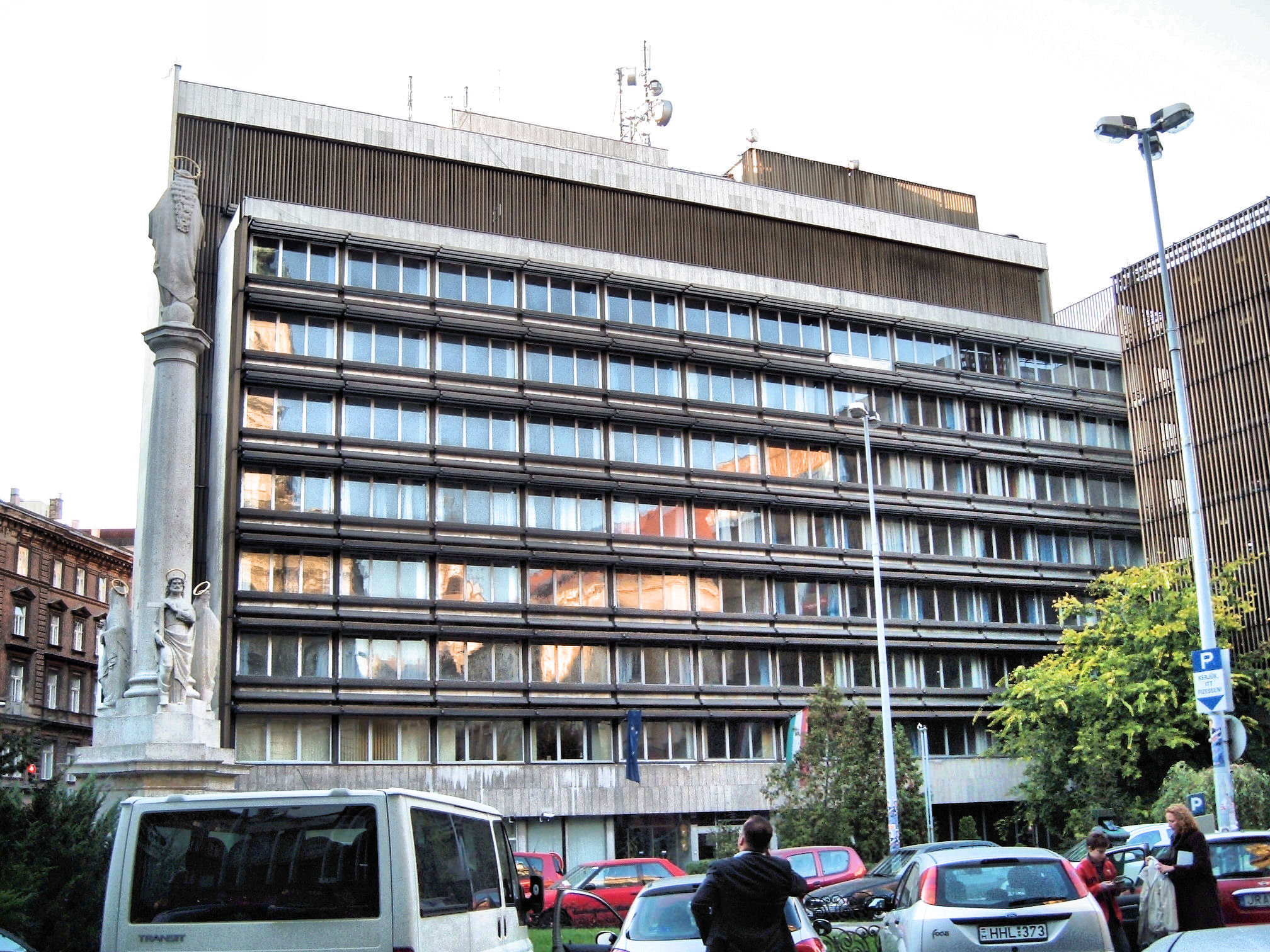
A Szervita téri irodaház

Az 1950-es évek második felétől sokat utazott külföldre, kiállítások megvalósításán dolgozva. 1961-ben komoly sikert aratott a torinói Munkaügyi Világkiállításra tervezett magyar kiállítással. Hazatérve azonban felmentették osztályvezetői beosztásából, építésztervezőként dolgozott tovább. 1963-ban saját kérésére a Középülettervező Vállalathoz (Közti) helyezték át, ahol főépítészként dolgozott. Itt tervezte egyik meghatározó munkáját, a belvárosi Martinelli tér foghíjára épülő iroda- és parkolóházat az Országos Műszaki és Fejlesztési Bizottság számára.
A Közti alkalmazottjaként töltött közel két évet Algériában, ahol a vezetésével tervezett két stadion felépítését felügyelte Cheb és Mostagenem városában.
1968-tól az újonnan létrehozott HUNGEXPO Magyar Külkereskedelmi Vásár- és Reklámvállalat főépítésze. A vállalat megbízásából 1971-ben Brazíliába utazott, hogy a kortárs brazil építészet eredményeivel szembesüljön. 1972 és 1974 között, azaz mindössze két év alatt irányításával a Vásárvárost áttelepítették a Városligetből Kőbányára. Az új csarnokok az általa szabadalmaztatott KIPSZER-térrácsszerkezettel épültek fel.

### Szakrális művek

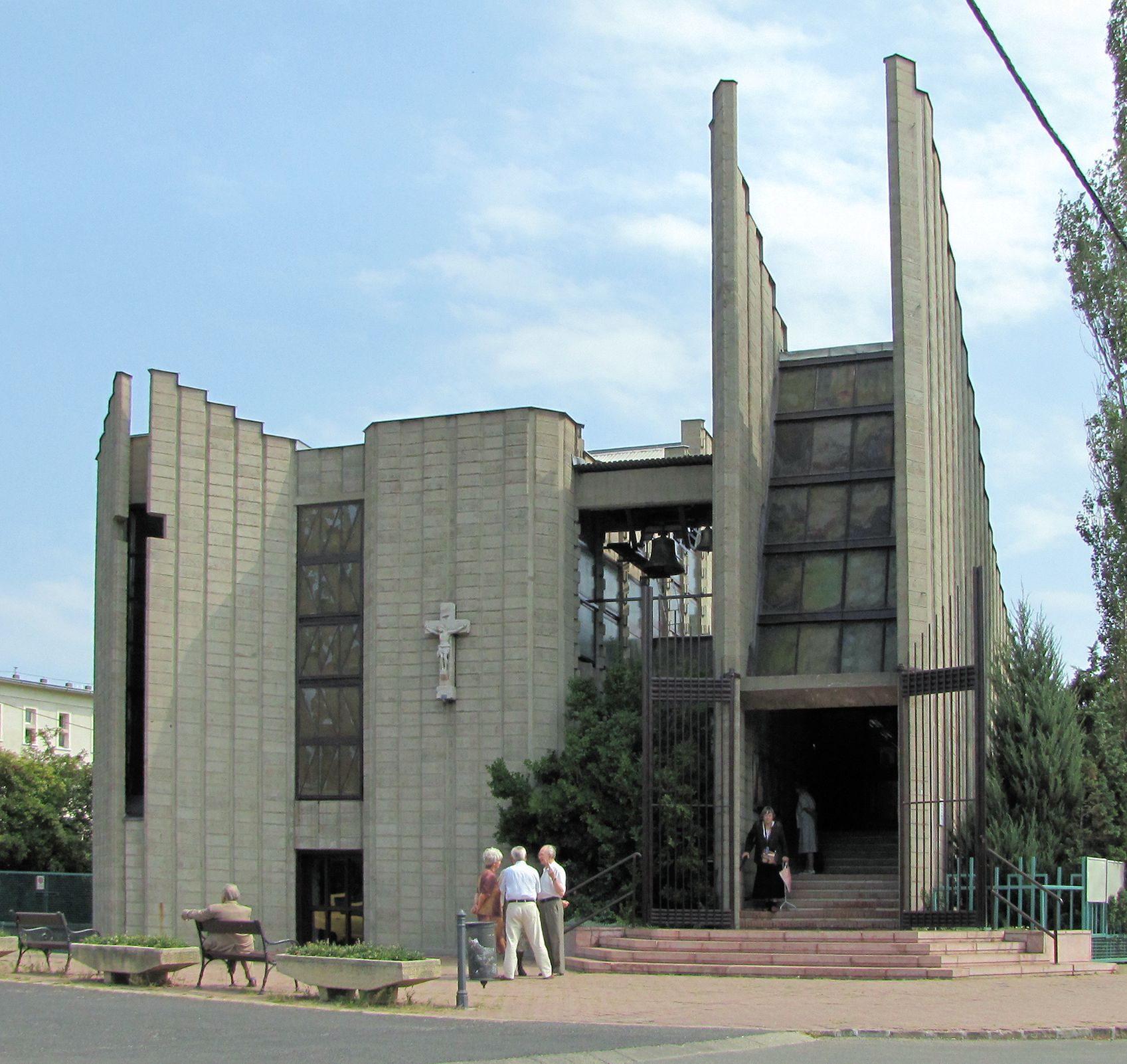
Mindenszentek Plébániatemplom, Budapest-Farkasrét

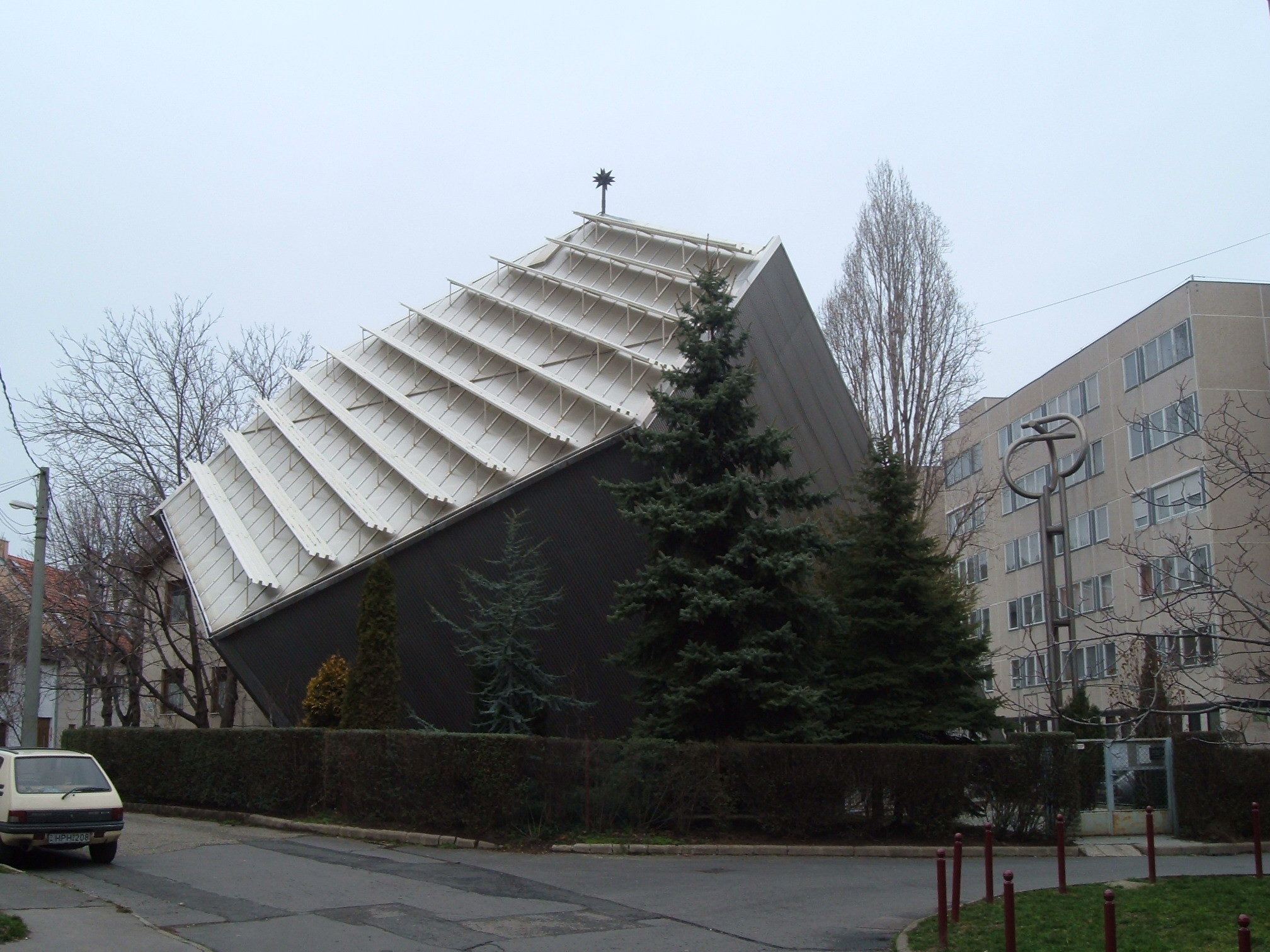
Az Ildikó téri református templom, Budapest

Nyugdíjba vonulását követően idejét és tehetségét a szakrális építészetnek szentelte. 1977-ra épült fel tervei alapján és művezetésével a farkasréti Mindenszentek Plébániatemplom, éppen harminc évvel az utolsó budapesti templom elkészültét követően. Ez az épület mérföldkő nemcsak az egyház, de a művész életében is: itt lépett először a magyar nyilvánosság színe elé saját plasztikáival és üvegablakaival. Szabó még az ötvenes évek első felében kezdett szobrászattal foglalkozni. Elsősorban a sík és a tér viszonya izgatta: kifejező, gazdag alakjai olykor egyetlen lap meghajlításából születtek. Minden anyagot felhasznált, ami a keze ügyébe kerül, a betontól az alumíniumon át a hungarocell-darabokig. A farkasréti templom közel 190 négyzetméternyi üvegablakát és teljes plasztikai díszét is maga készítette.
A Mindenszentek-templom felszentelése fordulópont a magyar egyháztörténetben. Amikor Kádár János 1977-ben a szocialista vezetők közül először a Vatikánba látogatott, az újonnan épült farkasréti templom képével bizonyította VI. Pálnak, hogy Magyarországon vallásszabadság van. Ő viszonzásul pápai áldásban részesítette Szabó Istvánt. Szabó 1978-ban Ybl-díjat kapott „négy évtizedes színvonalas építészeti tevékenységéért, a Farkasréti templom tervezésének elismeréseképpen.”
1979-ben felszentelték Táltos utcai kápolnáját, belsejében saját alumíniumplasztikáival. 1981-re elkészült a Külső-kelenföldi református egyházközség imaháza az Ildikó téren, amelynek szerkezetét a korábban kiállítási csarnokokhoz használt térrács alkotja. Ebben az évben használatba vették a farkasréti katolikus szeretetotthont is. 1985-ben a Váci úton adták át Borsányi Lászlóval közösen tervezett katolikus templomát. Vidéken is számos istenháza dicséri keze munkáját, mégpedig az ökumené jegyében; Márkházától Dunaújvároson és Fertődön át egészen a jóval halála után felszentelt tatabánya-óvárosi református templomig.
A farkasréti templom üvegablakain csaknem haláláig dolgozott. 1988 nagycsütörtökén még behelyezte az utolsó hiányzó ablaksort a hét szentség ábrázolásával, másnap lebénult. Október 13-án halt meg. Emlékére komponálta barátja, Szokolay Sándor zeneszerző a Szabó István Te Deuma Op. 105. című művét.
1990-ben lánya, Orsolya létrehozta a Pax Dei Alapítványt, amely Szabó István utolsó, ökumenikus templomának felépítését tűzte ki célul.

## Díjai
- 1949. Köztársasági elnöki elismerés az Újító és Találmányi Kiállítás rendezéséért
- 1953. Kiváló Dolgozó díj
- 1953. A Földalatti Vasút érdemrend legmagasabb fokozata
- 1971. Nívódíj az egri Kazamata Étteremért
- 1972. A KÖZTI nívódíja a Martinelli téri épületegyüttesért
- 1978. Ybl Miklós-díj

## Főbb művei

### Kiállítások, kiállítási pavilonok

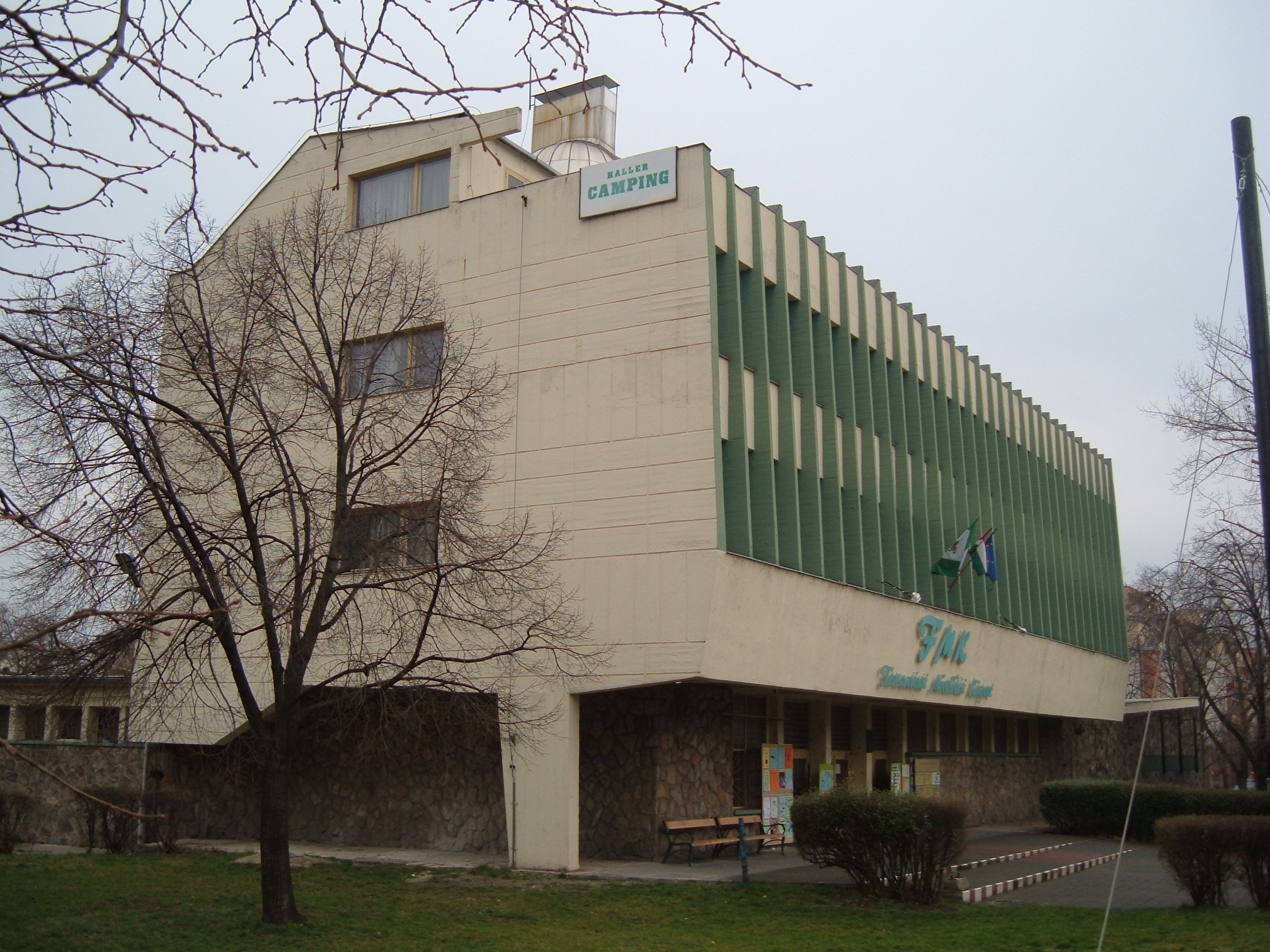
Hámán Kató úti Úttörőház (ma Ferencvárosi Művelődési Központ), Budapest, 1962

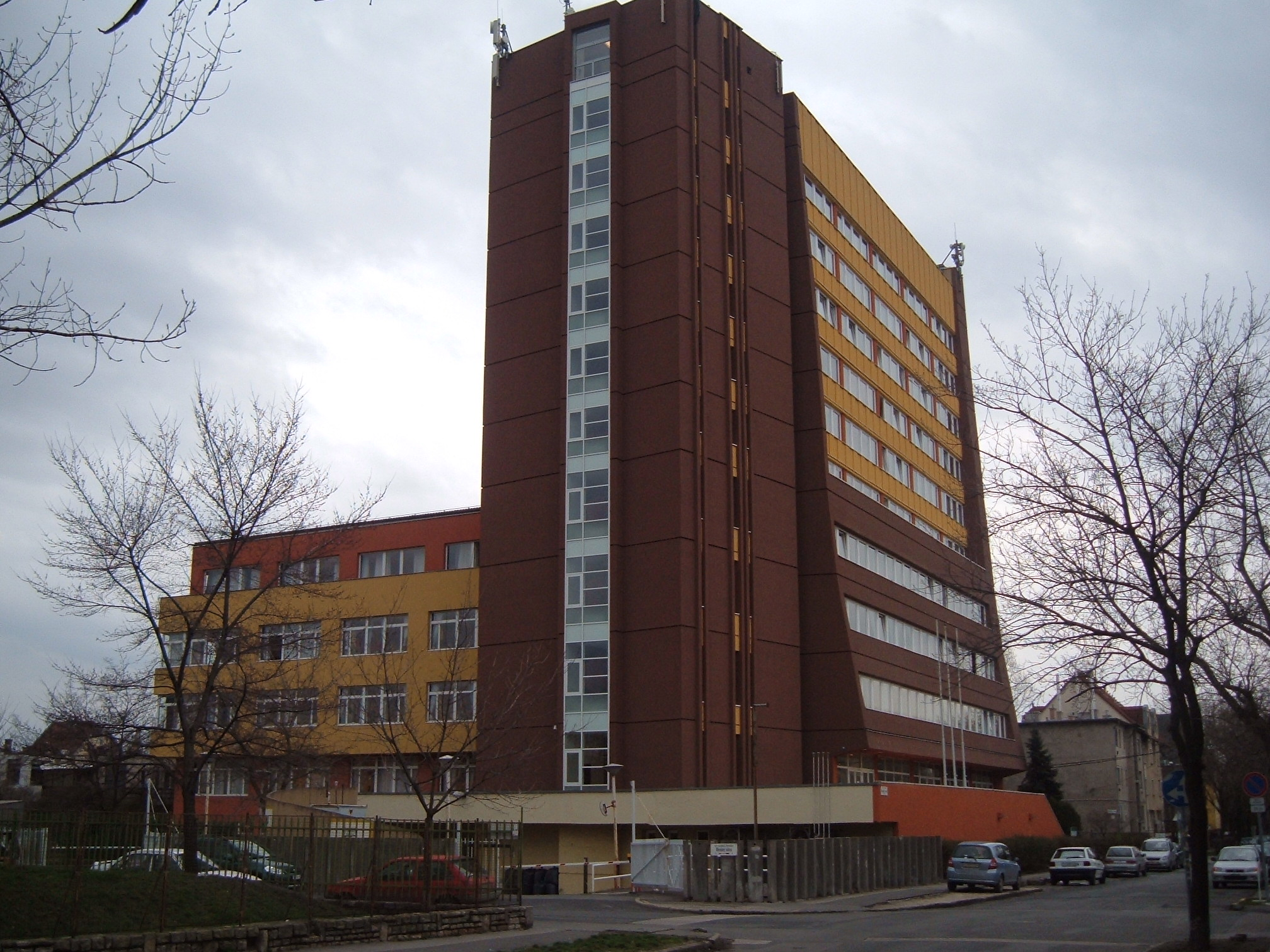
Irodaház és nyomda a Szugló utcában. 1968-1975

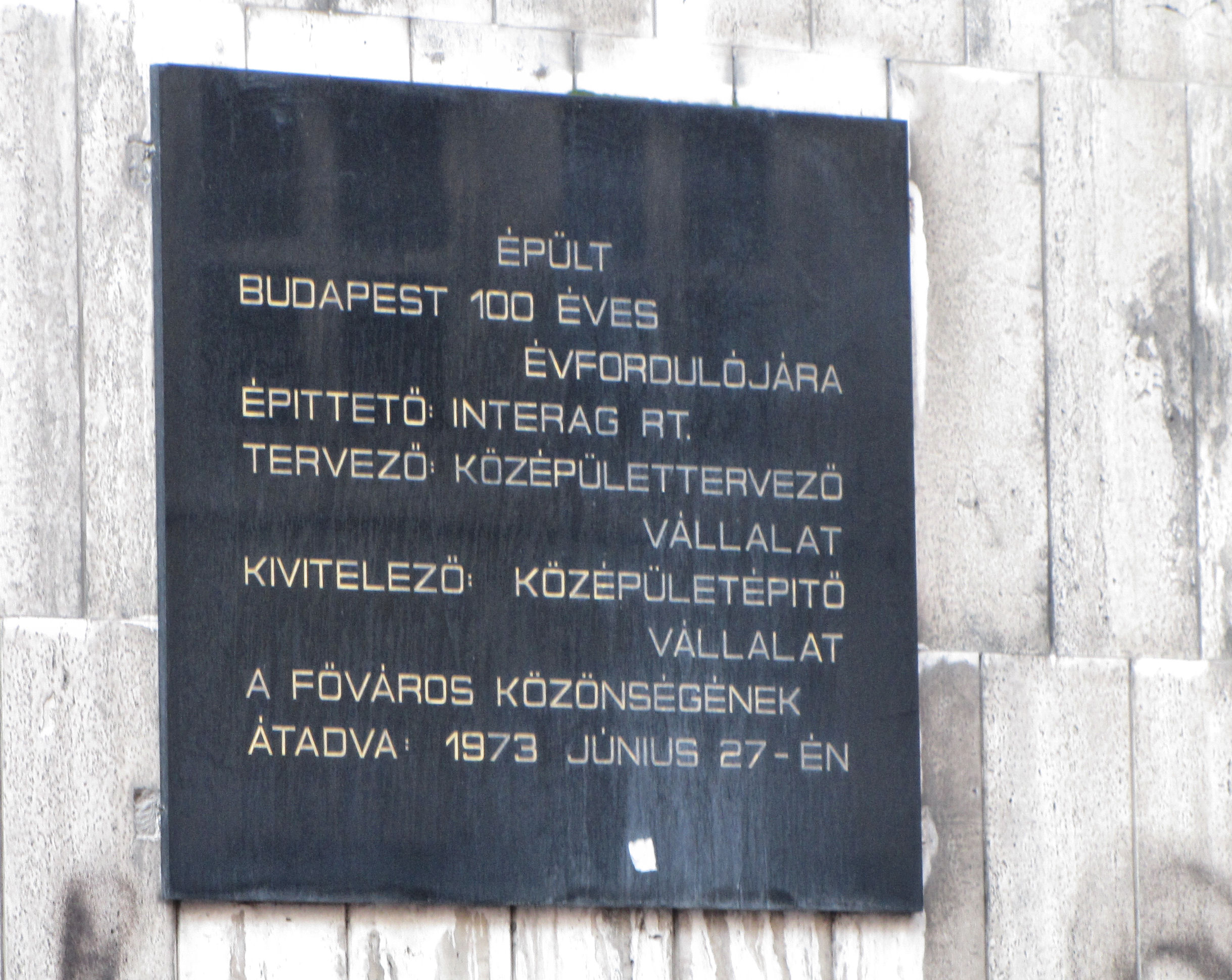
Az építés emléktáblája a Szervita téri parkolóházon, 1973

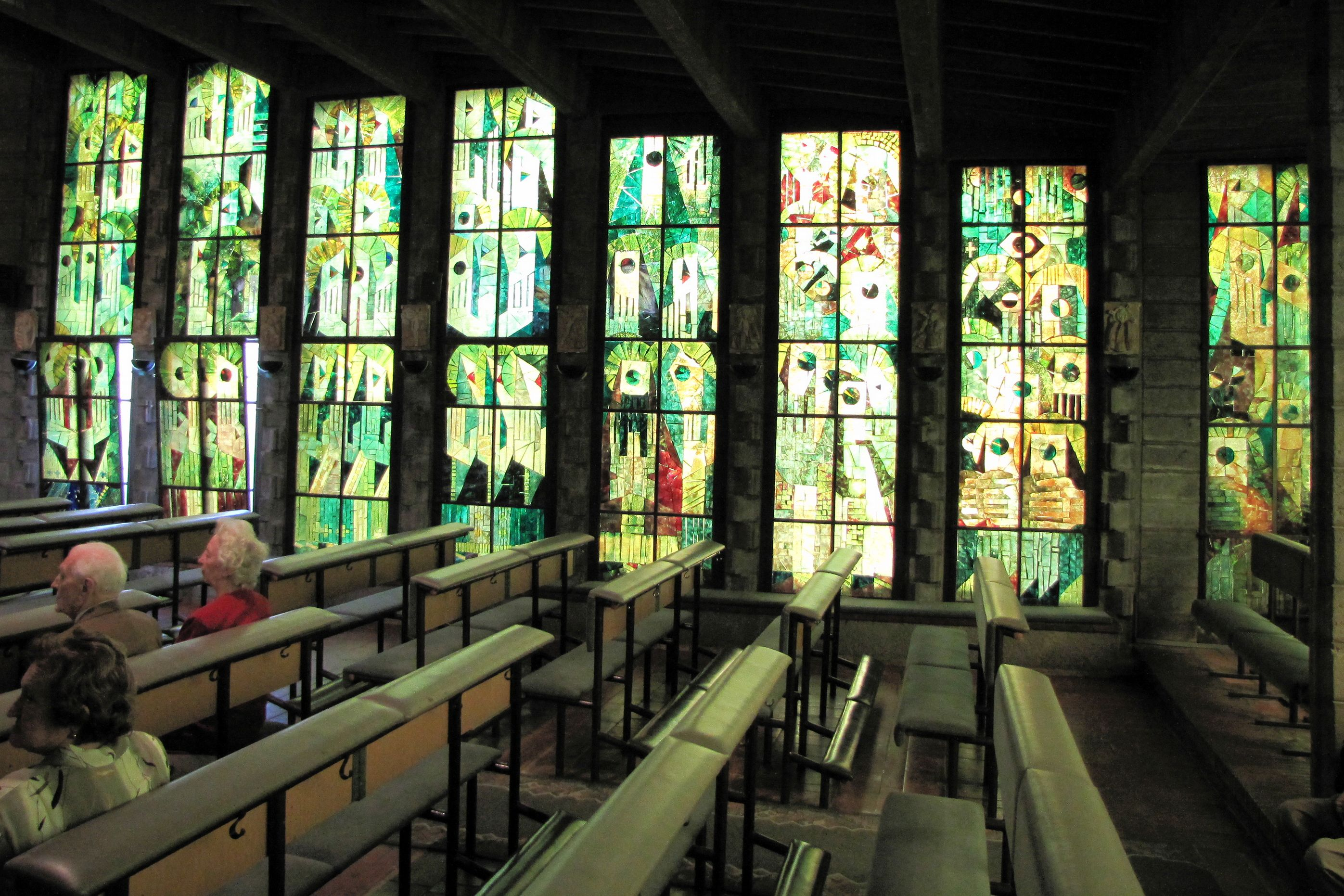
Szabó üvegablakai a Mindenszentek Plébániatemplomban

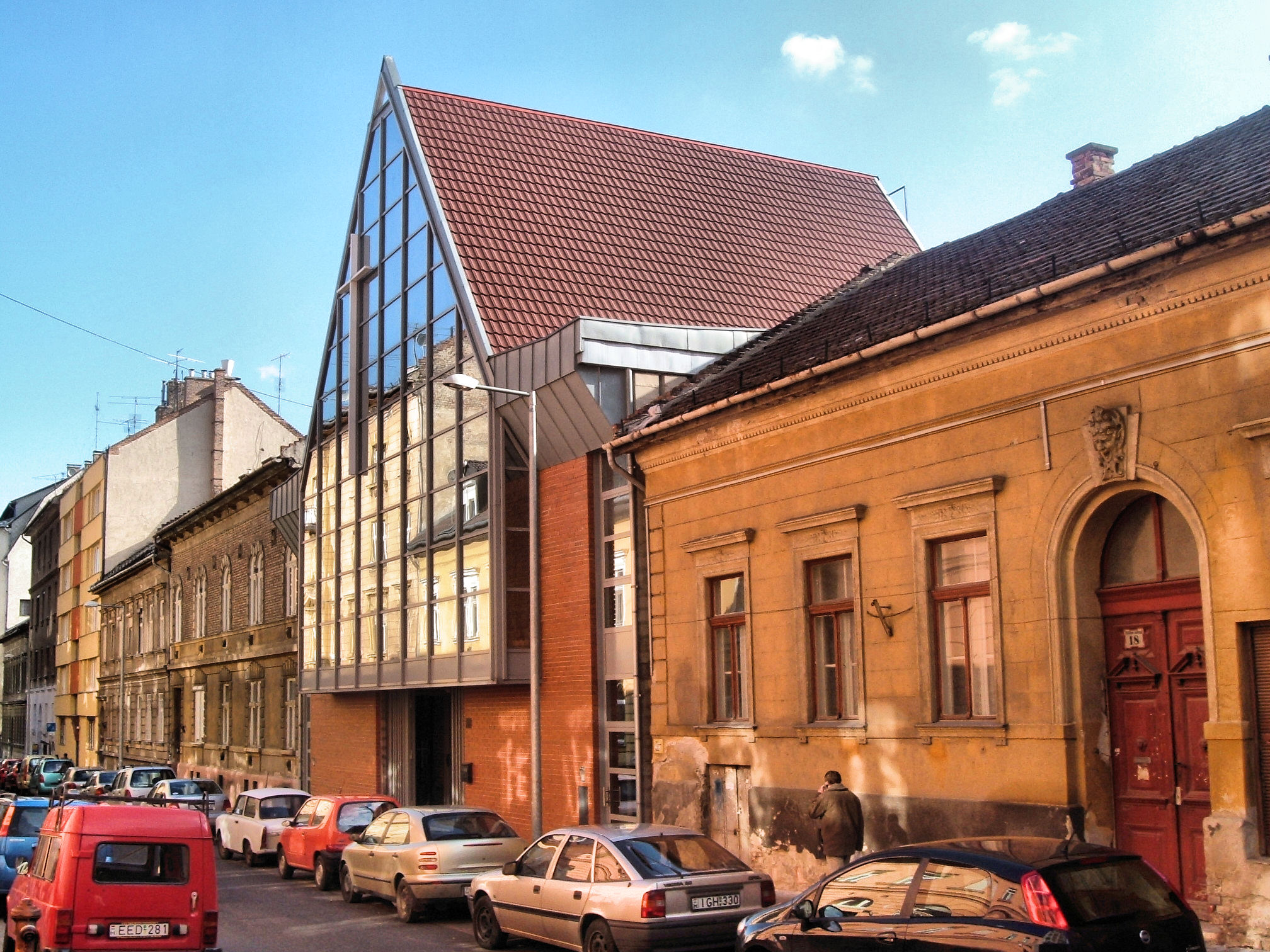
A Táltos utcai templom, 1976-1979 (átépítve 2001-ben)

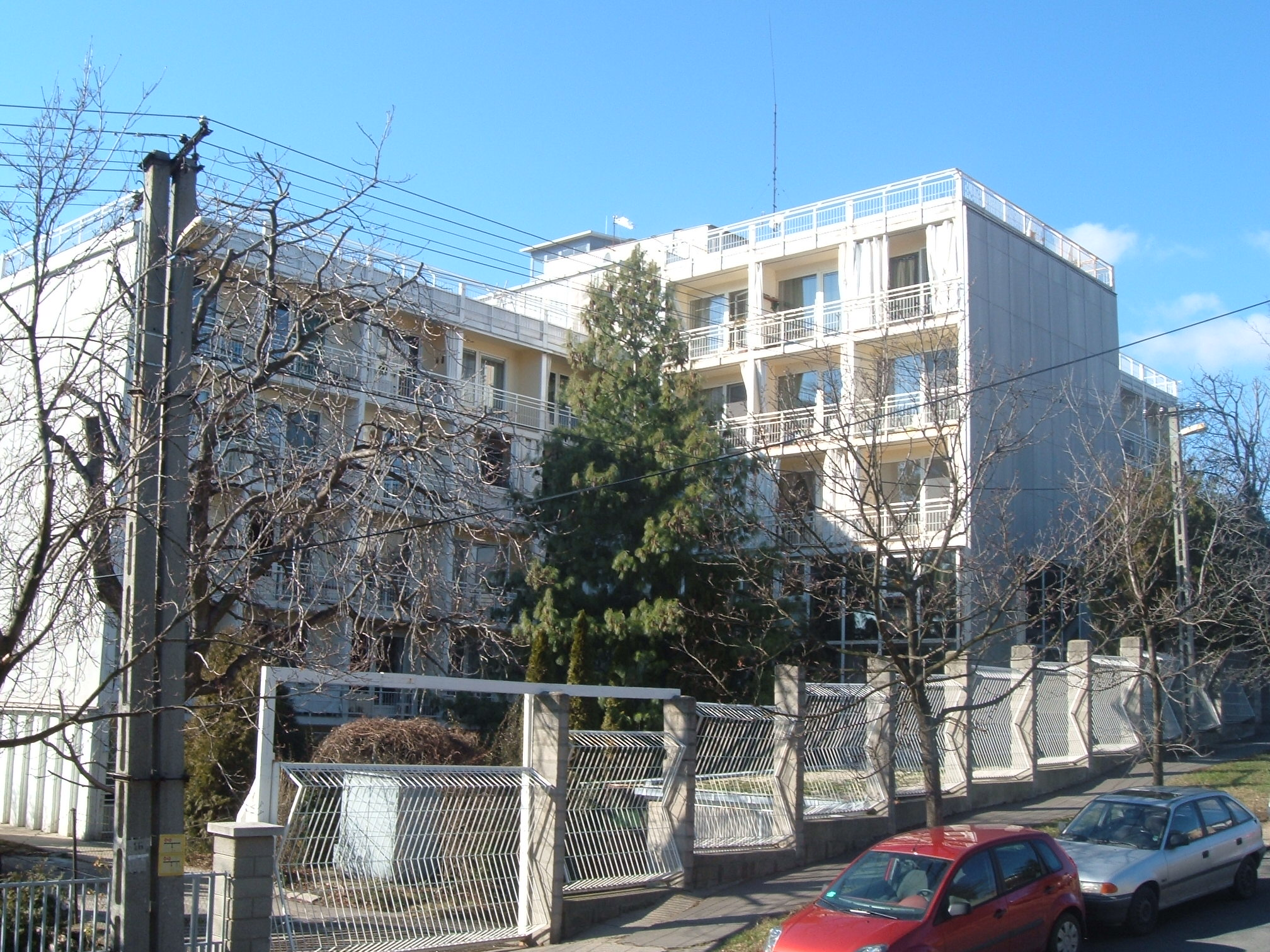
XXIII. János Szeretetotthon, Budapest, 1981

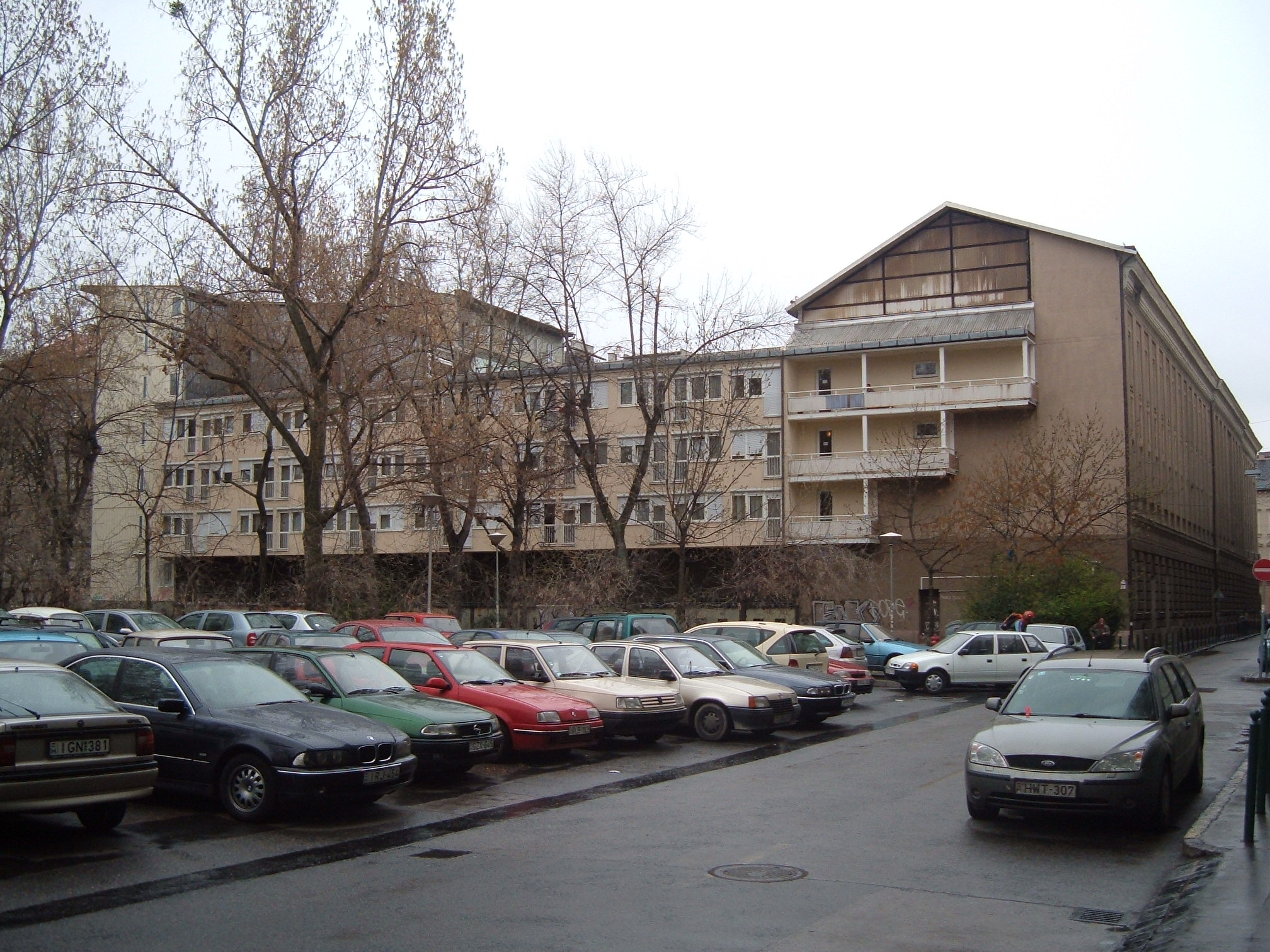
Ráday Kollégium, Budapest, 1983

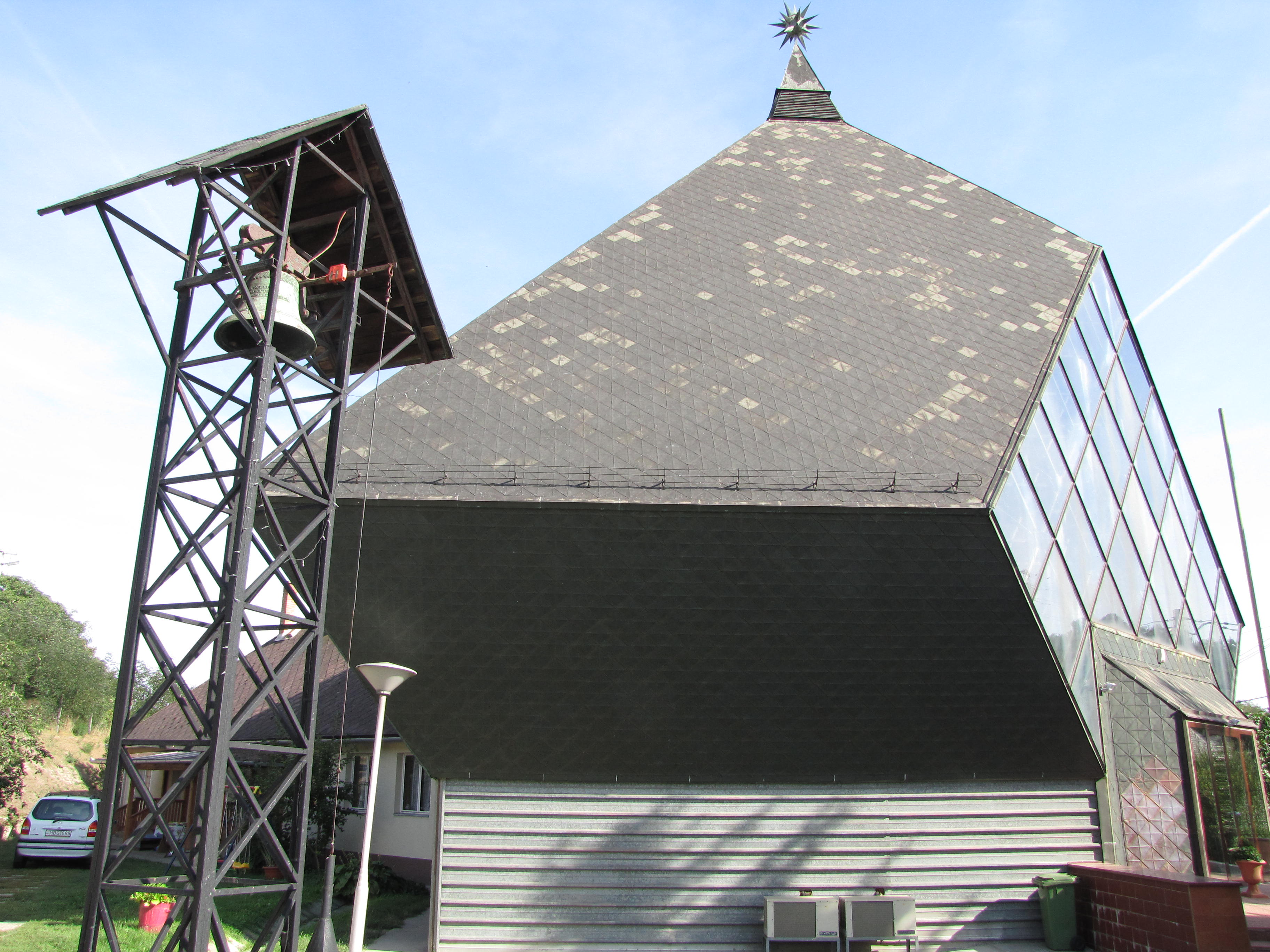
Református templom, Dunaújváros, 1985

- 1936. A Turulszövetség pavilonja, Budapesti Nemzetközi Vásár
- 1938. Magyar Királyi Külkereskedelmi Hivatal pavilonja, BNV[12]
- 1940. Takarékpénztárak és bankok pavilonja, BNV[13]
- 1940. A Dreher – Haggenmacher Első Magyar Részvény Serfőzde Rt. pavilonja, BNV[14]
- 1941. Nemzetközi Idegenforgalmi Plakátkiállítás, Művészeti és Fényképkiállítás, Budapest – belsőépítészet (ifj. Richter Aladárral)[15]
- 1941. Magyar Királyi Külkereskedelmi Hivatal pavilonja, BNV[16]
- 1941. Őszi lakberendezési vásár, Budapest – belsőépítészet[17]
- 1942. Szociális Felügyelőség (Közjóléti Szövetkezetek) háziipari kiállítása, Lábbeli Központ, Textilközpont kiállításai, BNV (Szabó Ödönnel)[18]
- 1943. II. Magyar Országos Iparművészeti Tárlat, Kassa, Schalk-ház – belsőépítészet és kivitelezés (ifj. Richter Aladárral)[19]
- 1947. Magyar Ruggyantaárugyár Pavilonja, BNV
- 1949. Újító és találmányi kiállítás, Budapest, Műcsarnok – belsőépítészet[20]
- 1949. MÁV-Pavilon, BNV
- 1949. Üzenetközvetítő épület, BNV
- 1956. Izmiri Vásár, Magyar Pavilon
- 1956. Gépesítés pavilonja, Mezőgazdasági Kiállítás, Budapest – belsőépítészet
- 1956. Újítások pavilonja, Mezőgazdasági Kiállítás, Budapest[21]
- 1958. Magyar Pavilon (terv: Gádoros Lajos), Brüsszel, Világkiállítás – belsőépítészet
- 1958. A Fővárosi Tanács lakásépítési pavilonja, Budapesti Ipari Vásár (Pál Balázzsal és Tóth Istvánnal)
- 1960. Magyar Építőművészeti Kiállítás, Bécs – belsőépítészet
- 1961. Magyar kiállítás, Torino, Nemzetközi Munkaügyi Világkiállítás – belsőépítészet
- 1972. Magyar kiállítás, Laosz – belsőépítészet
- 1976. Kisfaludi Strobl Zsigmond Gyűjtemény, Zalaegerszeg, az állandó kiállítás belsőépítészeti terve

### Épületek
- 1948. Corvin Áruház, Budapest – helyreállítás
- 1949. Pagoda a Magyar Rádió Bródy Sándor utcai épületében, Budapest
- 1955-1959. Béke Művelődési Ház, Inota (Várpalota)
- 1960. Dunai Cement- és Mészművek, Vác, központi irodaház, laboratórium és kultúrház
- 1962. Hámán Kató úti Úttörőház (ma Ferencvárosi Művelődési Központ), Budapest
- 1964-1968. Művelődési Ház, Tiszaszederkény[22][23]
- 1967-1971. Kazamata Étterem és Borozó, Eger[24]
- 1968-1975. Számítástechnika Ügyvitelszervező Vállalat székháza, Budapest, Szugló utca (Jakab Zoltánnal)[25]
- 1969-1973. Martinelli téri (ma Szervita tér) irodaház és magasgarázs (Jakab Zoltánnal)[26][27]
- 1971-1974. A HUNGEXPO-Vásárváros kőbányai pavilonjainak tervei
- 1972. Millenniumi Emlékmű, Budapest, Hősök tere – helyreállítás
- 1972-1979. Stadionok, El-Asnam (ma Chlef) és Mostagenem, Algéria
- 1974. Művelődési Központ, Oroszlány
- 1975-1978. Mindenszentek Plébániatemplom, Budapest-Farkasrét[28][29]
- 1976-1979. Szent Kereszt templom, Budapest-Németvölgy, Táltos utca
- 1977-1981. XXIII. János Pápa Szeretetotthon főépülete, Budapest-Farkasrét[30]
- 1978-1981. Külső-kelenföldi református egyházközség temploma, Budapest, Ildikó tér[31]
- 1978-1983. Nagyboldogasszony templom, Érd-Érdliget, Topoly utca
- 1979. Krisztus Király templom, Márkháza
- 1982-1985. Református templom, Dunaújváros-Dunapentele
- 1983. Ráday Kollégium, Budapest
- 1984-1995. Református „Hálaadás Bányásztemplom”, Tatabánya-Óváros[32]
- 1985. Szent Kereszt templom, Fertőd (Bihari Lászlóval és Asbóth Kristóffal)
- 1986. Tours-i Szent Márton és Flüei Szent Miklós-plébániatemplom, Budapest-Vizafogó, Váci út 91/b (Borsányi Lászlóval)

### Fontosabb tervei
- 1948. Ságvárligeti étterem, Budapest-Hárshegy[33]
- 1952. Csepeli Kultúrpalota – pályázati terv (Mondok Lászlóval)[34]
- 1953. Déli Pályaudvar, Földalatti Vasút állomása – pályaterv (ifj. Dávid Károllyal)
- 1953. Sztálin tér (ma Erzsébet tér), Földalatti Vasút állomása – pályaterv[35]
- 1961. Sportcsarnok („Kúp”), Budapest-Lágymányos[36]
- 1965. Magyar Nemzeti Színház, pályázati terv (Dávid Károllyal közösen)[37]
- 1972-1974. Budapest-Kőbánya, HUNGEXPO-Vásárváros rendezési és beépítési terve
- 1987. Pax Dei Ökumenikus templom, Budapest